# Roxette In Concert
Roxette In Concert — всемирный гастрольный тур шведской поп-рок группы Roxette, который начался в 2025 году. Первая часть тура в ЮАР и Австралию была объявлена 3 мая 2024 года.
Это первые в истории гастроли Roxette, в которых не принимает участие скончавшаяся в 2019 году солистка Мари Фредрикссон. Её место на сцене заняла популярная в Швеции певица Лена Филипссон. Кроме того, в группе новый барабанщик вместо скончавшегося в 2020 году Пелле Альсинга. Остальной состав группы «классического» Roxette остался неизменным. При этом, Пер Гессле заявляет, что «Мари Фредрикссон остаётся незаменимой» и он «не заинтересован начинать новый дуэт».

## История
В начале 2024 года Пер Гессле объявил о выпуске сольного студийного альбома Sällskapssjuk на шведском языке, большинство песен из которого он записал дуэтом с другими в разной степени известными шведскими музыкантами. Первый сингл из альбома на песню «Beredd» был записан с Молли Хаммар и вышел в феврале, в мае должен был выйти второй сингл из альбома. За день до выхода сингла Гессле объявил, что заглавную песню «Sällskapssjuk» из одноимённого альбома он исполнит с известной шведской певицей Леной Филипссон. Сингл вышел на следующий день, 3 мая 2024 года.
В день объявления о выходе сингла, 2 мая 2024 года, было также объявлено о предстоящем гастрольном туре Roxette под названием «Roxette In Concert». Планируется, что тур стартует в конце февраля 2025 года в ЮАР и продолжится в Австралии. Иных дат и мест проведения концертов в этот день объявлено не было. Тем не менее был объявлен состав музыкальной группы — среди прочего, Лена Филипссон займёт роль ведущей вокалистки на время гастролей вместо скончавшейся в декабре 2019 года Мари Фредрикссон.
В интервью шведской газете «Aftonbladet» Гессле рассказал, что после смерти Фредрикссон он размышлял, «что делать с оставшимся наследием Roxette». У исполнителя было два пути: «ничего не делать и оставить всё, как есть, или же попытаться найти способ [продолжать исполнять песни группы], который станет лучшим решением из всех возможных». В пользу Филипссон говорили несколько факторов: по мнению Гессле «она очень талантлива как солистка, у неё большой опыт работы на сцене, она из той же эпохи [что и сам Гессле] и она фантастическая певица.». Сама Филипссон в этом же интервью заявила, что не боится сравнения с Мари Фредрикссон, она лишь заботится о том, чтобы «хорошо выполнить свою работу и чтобы поклонники Roxette остались довольны».
В середине октября 2024 года были объявлены два концерта в Швеции: в Гётеборге и Хальмстаде. На момент их объявления концерты в Швеции были единственные выступления группы в Европе не в рамках музыкальных фестивалей. В интервью халландской газете «Hallandsposten» Гессле подтвердил, что других концертов в Швеции группа не планирует. Он также отметил, что зрители не увидят «концертный продакшн Тейлор Свифт», однако в нынешнем составе Roxette никогда не выступала (новая главная вокалистка Лена Филипссон, новый ударник Магнус Эрикссон), поэтому Гессле захотел дать несколько обычных концертов, чтобы посмотреть, как музыканты сыграются вместе в рамках самого обычного концерта. Музыкант также добавил, что группа планирует выступить в Южной и Северной Америке, но конкретных деталей не назвал.
После южноафриканского и австралийского легов гастрольного тура, шведский таблоид «Expressen» взял интервью у вокалистки Лены Филипссон, которая подтвердила, что осталась очень довольна проведёнными концертами. Она отметила, что билеты на многие концерты были раскуплены полностью, а публика подпевала хитам группы.

## Концерты в Хальмстаде 26-27 июля 2025 года
Ко времени проведения двух концертов в родном городе Пера Гессле, были приурочены следующие мероприятия в самом городе и его окрестностях:
Destination Halmstad
Официальное бюро по туризму лена Халланд и города Хальмстад «Destination Halmstad» приурочило несколько мероприятий по случаю проведения в городе концертов Roxette в июле 2025 года. Так, в дни концертов (в субботу и воскресение) специально для посещающих город многочисленных поклонников группы была открыта выставка «Gyllene Tider Experience», несколько раз в течение дня по ней проводились экскурсии с гидом на шведском и английском языках. Сыгравшие в фильме «Sommartider» (2024) актёры Вилле Лёфгрен (исполнил роль Матса МП Перссона) и его девушка, Моа Бондессон, исполнившая в этом же фильме роль девушки МП, выступали несколько раз в день 26 июля и исполняли песни из сольного творчества Пера Гессле, а также из репертуара групп Gyllene Tider и Roxette. Эти выступления также прошли под эгидой официального городского бюро по туризму.
Кроме того, бюро «Destination Halmstad» разработало пешие маршруты по городу с аудиогидом по памятным местам, связанными с историей создания групп Gyllene Tider (Gyllene promenad или Gyllene roadtrip) и Roxette (Roxette the walk). Этот аудиогид получил общее название «Halmstad Stories». Аудиогид доступен на сервисе Youtube на шведском языке и субтитрами на шведском и английском языках. Каждая точка маршрута названа по имени песни Roxette — в конце рассказа гида звучит отрывок соответствующей песни, записанный специально для этого аудиогида Вилле Лёфгреном и Моа Бондессон. Оба музыканта также попали на обложку официального журнала «Destination Halmstad» издания лето 2025.
The Gyllene Tider Expereience
Выставка, посвящённая группе Gyllene Tider продолжала работать в дни концертов. Выставка также была открыта для посещения в качестве исключения 27 июля 2025 года, которое выпало на воскресение. В субботу, 26 июля 2025 года перед зданием выставки состоялось выступление (три сета по пять разных песен в каждом) шведских актёров Вилле Лёфгрена и Моа Бондессон, которые играли в фильме «Sommartider» (2024).
Вечеринка в отеле «Tylösand»
После второго концерта 27 июля в баре Leif’s Lounge отеля «Tylösand» состоялась тематическая вечеринка, посвящённая группе Roxette. Музыканты группы также собрались в отеле и праздновали отдельно от публики. Известно, что к музыкантам присоединился давний друг Пера Гессле шведский режиссёр и фотограф Юнас Окерлунд.
Концерт Кристофера Лундквиста
28 июля 2025 года в Хальмстаде (Kulturhuset Najaden) состоялся единственный сольный концерт гитариста и продюсера Roxette Кристофера Лундквиста, который в течение полутора часов импровизировал на 25 музыкальных инструментах.

## Музыканты
- Пер Гессле — вокал, гитара
- Лена Филипссон — вокал
- Кларенс Эверман — клавишные
- Кристофер Лундквист — гитара
- Юнас Исакссон — гитара
- Магнус Бёрьесон — бас
- Магнус «Нурпан» Эрикссон[швед.] — ударные
- Деа Нурберг[англ.] — бэк-вокал и перкуссия

Все представленные ниже фотографии изображают музыкантов группы на концерте в Хальмстаде, Швеция, 26 июля 2025 года:

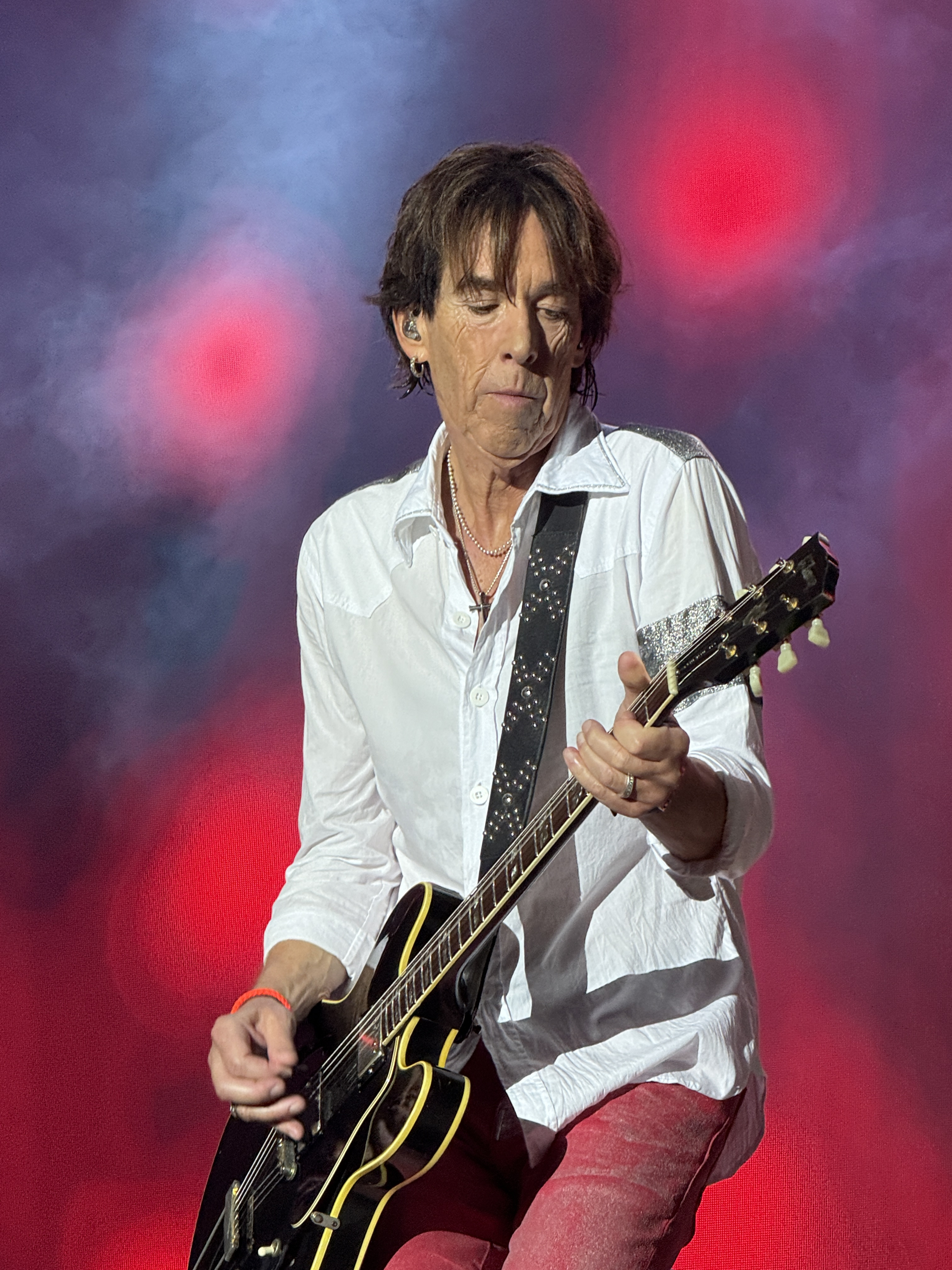
Пер Гессле
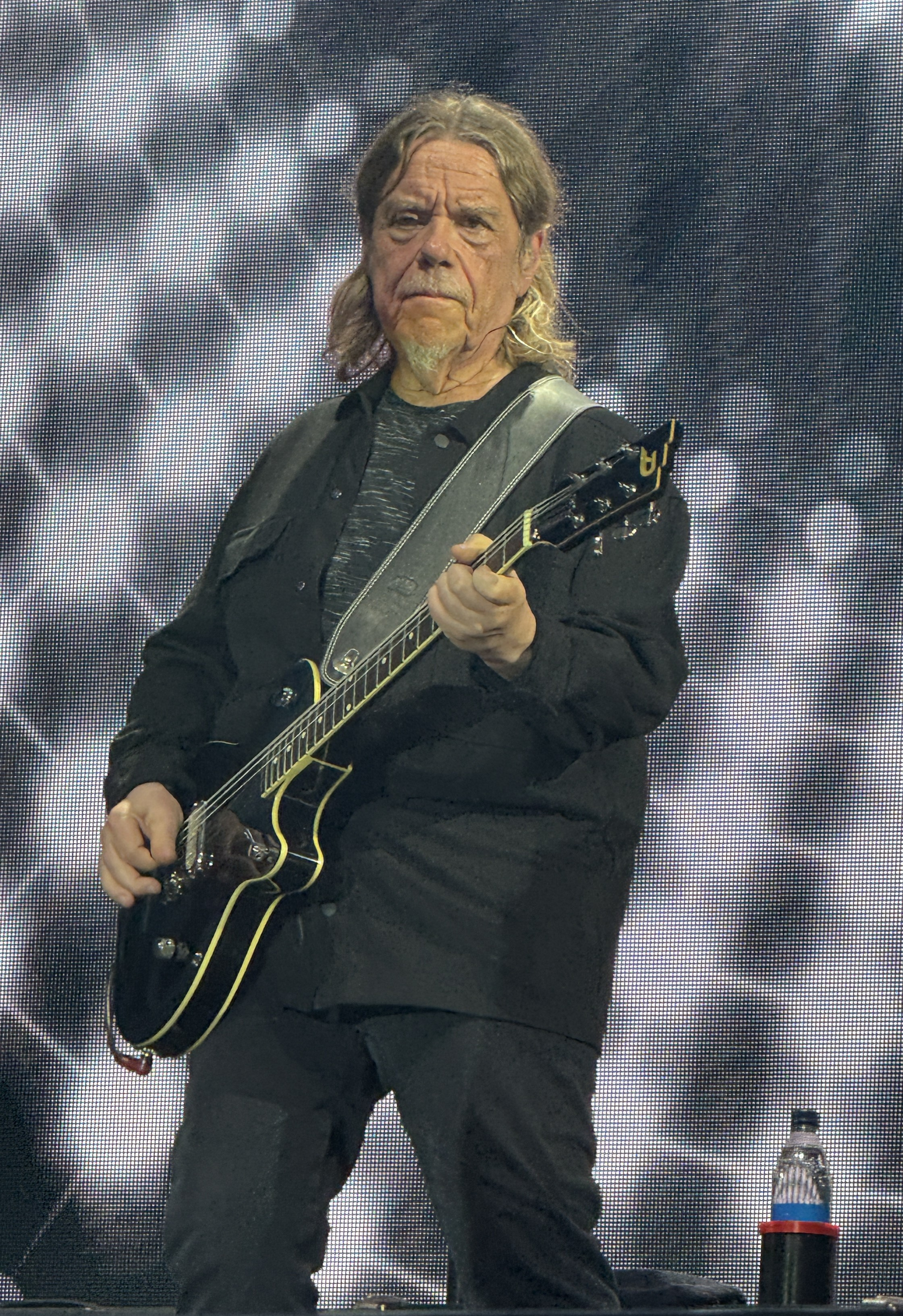
Гитарист Юнас Исакссон

Как после окончания концертной деятельности Мари Фредрикссон в феврале 2016 года, так и после её кончины в декабре 2019 года, Гессле неустанно повторял, что «Roxette is Per Gessle and Marie Fredsiksson» и «никто не сможет заменить Мари». Тем не менее, он многократно высказывал желание исполнять песни группы со сцены даже в случае если сама Фредрикссон на эту сцену выйти не могла. Так, в 2018 году состоялся гастрольный тур PG Roxette, в котором место вокалистки заняла Хелена Юсефссон. В начале 2024 года Юсефссон объявила о прекращении дальнейшего сотрудничества с Гессле и место вокалистки вновь оказалось вакантно. При записи дуэта для своего нового альбома Sällskapssjuk Гессле предложил Лене Филипссон отправиться с ним в мировое турне и исполнять песни Roxette — Филипссон согласилась и состав группы оказался определён.
Место скончавшегося в декабре 2020 года постоянного ударника Roxette Пелле Альсинга занял Магнус «Нурпан» Эрикссон. Он сотрудничал с такими известными шведскими музыкантами как Ульф Лунделль, Йоаким Тострём, Лиса Экдаль, Эбба Форсберг и группой Infinite Mass. Ранее он был участником группы The Beachnikks, а в настоящее время постоянно играет в группе Hovet.
Юнас Исакссон гитарист оригинального состава Roxette (1980—1990-х) в последние годы сотрудничал с Гессле при записи его сольного альбома Mazarin (2003) и последовавшего за ним летнего гастрольного тура по Скандинавии, а также при записи альбома PG Roxette Pop-Up Dynamo! (2022).

## Даты и места проведения концертов
Последний концерт с участием Мари Фредрикссон (1958—2019) группа Roxette отыграла 8 февраля 2016 года на «Grand Arena» в Кейптауне, ЮАР. Данный гастрольный тур стартует на той же самой концертной площадке девять лет спустя.

### ЮАР и Австралия
- 26 февраля — Кейптаун, Grand Arena GrandWest,  ЮАР
- 28 февраля — Претория, SunBet Arena Time Square,  ЮАР
- 5 марта — Перт, Kings Park,  Австралия
- 7 марта — Мельбурн, Margaret Court Arena[англ.],  Австралия
- 8 марта — Сидней, ICC Sydney Theatre[англ.],  Австралия
- 9 марта — Вуллонгонг, WIN Entertainment Centre,  Австралия
- 11 марта — Аделаида, Adelaide Entertainment Centre,  Австралия
- 13 марта — Хобарт, Mystate Bank Arena,  Тасмания
- 15 марта — долина Хантер Веллей, винодельня Bimbadgen,  Австралия[22] (в рамках фестиваля «A Day On The Green»)
- 16 марта — Маунт Коттон[англ.], Sirromet Wines,  Австралия (в рамках фестиваля «A Day On The Green»)
- 18 марта — Мельбурн, Margaret Court Arena[англ.],  Австралия — дополнительный концерт

### Европа (лето, феститвали)
- 12 июня — Берген, Bergenfest[англ.],  Норвегия
- 20 июня — Фредрикстад, Idyll festivalen,  Норвегия
- 21 июня — Виборг, Forever Festival,  Дания
- 23 июня — Мюнхен, Фестиваль Tollwood[англ.],  Германия — распродан полностью
- 27 июня — Мадрид, Noches del Botánico,  Испания — распродан полностью
- 28 июня — Мерида, Roman Theatre на фестивале Stone & Music Festival,  Испания
- 4 июля — Кестенхольц, St. Peter at Sunset Festival,  Швейцария
- 12 июля — Верт, Фестиваль Bospop[англ.],  Нидерланды
- 13 июля — Зоттегем, Rock Zottegem,  Бельгия
- 17 июля — Пори, Pori Jazz Festival,  Финляндия
- 23 июля — Гётеборг, Садоводческое общество Гётеборга[англ.],  Швеция — дополнительный концерт, распродан полностью[23]
- 25 июля — Гётеборг, Садоводческое общество Гётеборга,  Швеция — распродан полностью[23]
- 26 июля — Хальмстад, стадион Brottet,  Швеция — распродан полностью[23]
- 27 июля — Хальмстад, стадион Brottet,  Швеция — дополнительный концерт, распродан полностью[23]

### Европа (осень, арены)
- 4 ноября — Будапешт, Спортивная арена Будапешта,  Венгрия
- 6 ноября — Прага, O2 Арена,  Чехия
- 12 ноября — Копенгаген, Royal Arena,  Дания
- 15 ноября — Валенсия, Roig Arena[англ.],  Испания
- 16 ноября — Барселона, Sant Jordi Club,  Испания
- 18 ноября — Лейпциг, Quarterback Arena,  Германия
- 20 ноября — Берлин, Темподром,  Германия
- 22 ноября — Гамбург, Барклейс-арена,  Германия
- 23 ноября — Франкфурт-на-Майне, Centennial Hall (Frankfurt)[англ.],  Германия
- 25 ноября — Дюссельдорф, Mitsubishi Electric Halle[англ.],  Германия
- 26 ноября — Нюрнберг, Арена Нюрнбергер Ферзихерунг,  Германия
- 1 декабря — Лондон, Уэмбли Арена,  Великобритания
- 4 декабря — Линчёпинг, Saab Arena[англ.],  Швеция
- 5 декабря — Стокгольм, Авичи-Арена,  Швеция
- 10 декабря — Осло, Юнити Арена,  Норвегия
- 12 декабря — Олесунн, Sparebanken Møre Arena,  Норвегия
- 13 декабря — Тронхейм, Trondheim Spektrum[англ.],  Норвегия

### Группы на разогреве
- Австралия: на всех австралийских концертах поп-группа Boom Crash Opera выступала перед основным концертом[24]. Кроме того, два концерта 15 и 16 марта 2025 года пройдут в рамках фестиваля «A Day On The Green» — на них дополнительно будет выступать «рок-легенда», новозеландский исполнитель Джон Стивенс[англ.][25].
- Швеция: на двух концертах в Хальмстаде на разогреве выступала местная поп-рок группа Melodic Fluke.

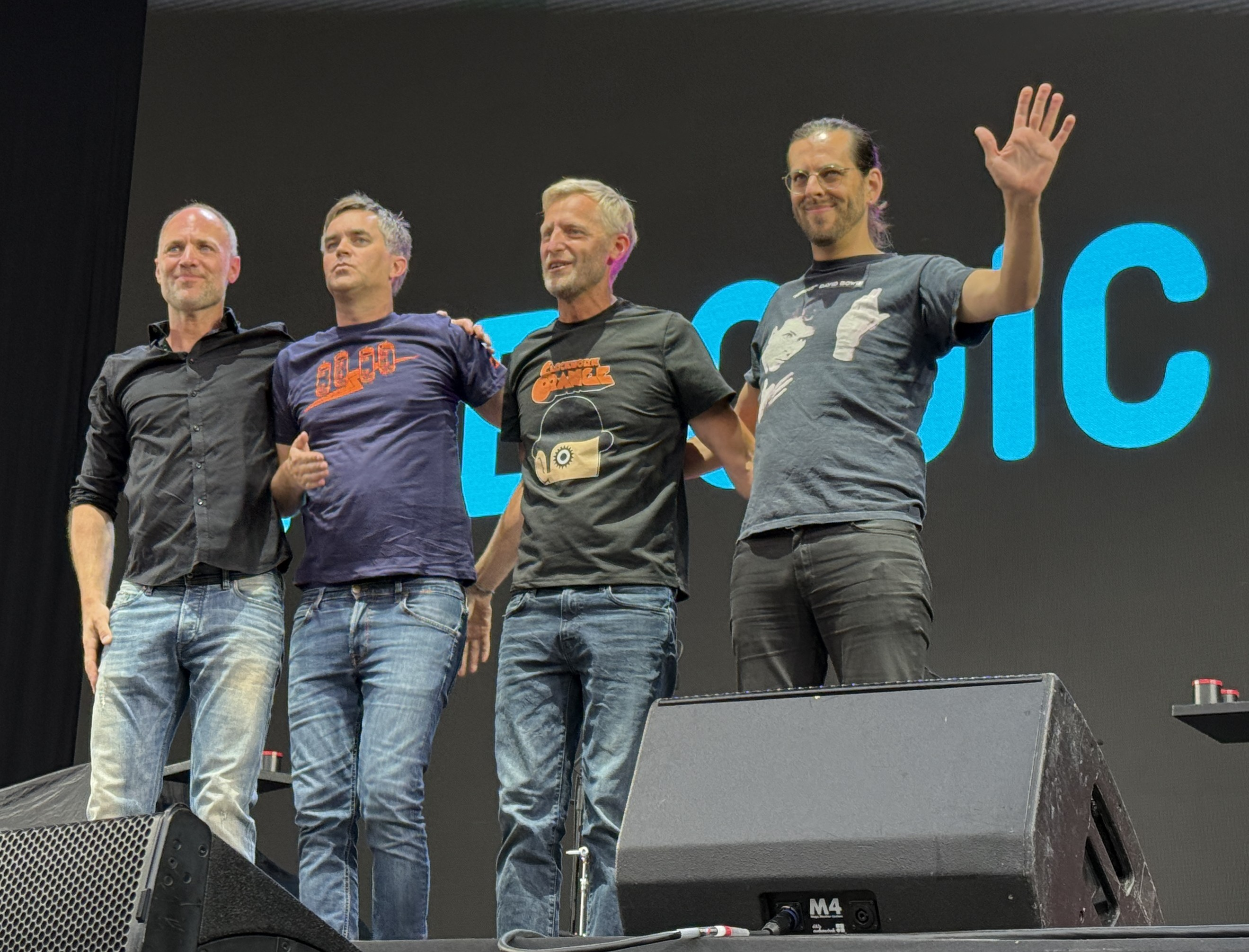
Группа Melodic Fluke на концерте 26 июля 2025 года

## Отзывы критиков
- Испаноязычный музыкальный обозреватель и критик Оди О’майлли (Odi O’Malley) комментирует новости о предстоящих гастролях группы в негативном ключе. По его мнению Пер Гессле скорее эксплуатирует бренд «Roxette» с другой исполнительницей [ради финансовой выгоды], чем делает это для блага и удовольствия поклонников[26].
- В обзоре концерта группы в австралийском Перте, обозреватель журнала «X-Press» отмечает, что «в среду вечером в Перте состоялся незабываемый праздник вечного поп-рока с участием трёх культовых исполнителей». Группу Roxette корреспондент называет «шведской поп-легендой». Эмоциональной вершиной концерта называется исполнение песни «Vulnerable». В общем концерт описывается как «безупречная поп-магия»[27].
- В обзоре мюнхенского концерта 23 июня немецкая газета T-Online отметила, что группа порадовала ок. 6 000 зрителей, а также что новая певица группы «впечатляет, не копируя свою предшественницу». Особенно обозреватель отметил исполнение песни «Sleeping In My Car», во время которого «Филипссон поразила своим сильным сценическим присутствием, не подражая стилю Фредрикссон»[28].
- В начале июля 2025 года шведская газеты Dagens Nyheter взяла интервью у Пера Гессле, в котором назвала его «великим поэтом шведской поп-музыки»[29].